# Charles Henry Dudley Ryder
Pour les articles homonymes, voir Ryder.
Charles Henry Dudley Ryder, né le 28 juin 1868 à Saint-Servan-sur-Mer et mort le 13 juillet 1945 à Bognor Regis, est un officier et explorateur britannique.
Officier des Royal Engineers de l'armée britannique, il a servi comme arpenteur général de l'Inde de 1919 à 1924. Au cours de sa carrière, il a entrepris de nombreuses expéditions, en particulier dans la province chinoise du Yunnan, au Tibet, dans l'Himalaya, dans la province frontalière du nord-ouest, à la frontière turco-persane, en Mésopotamie et dans toute l'Inde.

## Biographie
En 1892, il épouse Ida Josephine Grigg (1872/3–1948) avec qui il ira six enfants : trois filles et trois fils. Leurs deux fils aînés sont tués au combat pendant la Seconde Guerre mondiale. Son plus jeune fils, Robert Ryder (en), deviendra un officier de la Royal Navy et recevra la Croix de Victoria et entrera au Parlement.
Charles Ryder reçoit en 1905 la Médaille d'or de la Royal Geographical Society « Pour son étude du Yunnan et son travail en rapport avec la Mission du Tibet ». Cette même année, il reçoit l'Ordre du Service distingué (DSO) « en reconnaissance des services [...] avec l'escorte de la mission du Tibet ».
Lors des cérémonies en l'honneur de l'anniversaire du roi en 1915, il est nommé Compagnon de l'Ordre de l'empire des Indes (CIE) après avoir été responsable de la Commission de la frontière turco-persane, section arpentage. En 1922 , il est nommé un Compagnon de l'Ordre du Bain (CB).